# Prasinocyma bicolora
Prasinocyma bicolora är en fjärilsart som beskrevs av T.P. Lucas 1888. Prasinocyma bicolora ingår i släktet Prasinocyma och familjen mätare. Inga underarter finns listade i Catalogue of Life.